# Hermann Trautschold

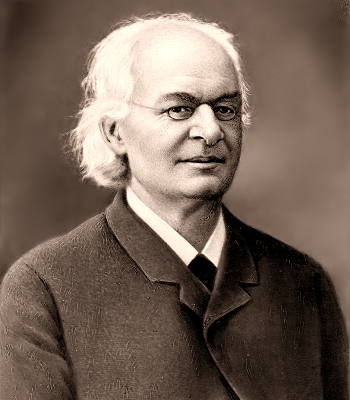
Hermann Trautschold

Hermann Adolf Trautschold, auch Hermann von Trautschold, russisch Герман Адольфович Траутшольд, Transkription German Adolfowitsch Trautschold, geborener Gustaf Heinrich Ludwig Hermann Trautschold (17. September 1817 in Berlin; † 22. Oktober 1902 in Karlsruhe) war ein deutsch-russischer Geologe und Paläontologe.

## Leben
Hermann Trautschold war der Sohn des Berliner Kaufmanns Adolph Trautschold. Er besuchte das Gymnasium in Spandau und ging dann in die Apothekerlehre in Charlottenburg und (als Einjährig-Freiwilliger) an die Apotheke der damals zum Militär gehörigen Charité. Danach studierte er Naturwissenschaften an der Universität Berlin bei Heinrich Rose, Eilhard Mitscherlich, bei dem Botaniker Heinrich Friedrich Link, dessen Assistent er war, und bei Karl Sigismund Kunth. 1844/45 war er auf botanischer Sammelreise in Spanien und studierte dann Mineralogie, Kristallographie und Chemie in Gießen bei Justus von Liebig und war einer von dessen Assistenten. In dieser Zeit lebte auch Wilhelm Trautschold, sein älterer Bruder, als Zeichenlehrer und Porträtmaler in Gießen. 1847 wurde Hermann Trautschold an der Gießener Universität (ohne schriftliche Dissertation) promoviert. Bei Liebig lernte Trautschold mehrere russische Chemiker kennen. 1847 bis 1849 war er auf Studienreise in Italien, Deutschland und Russland und dann Hauslehrer bei der Gutsbesitzer-Familie Luginin in Russland (Gouvernement Kostroma), wobei er regelmäßig geologische Exkursionen in Zentralrussland unternahm, und anschließend bis 1857 Lehrer an einer Privatschule in Preußen. Ab 1857 unternahm er erneut eine geologische Studienreise nach Russland und blieb dort als Hauslehrer, war ab 1863 als Lektor für Deutsch an der Universität Moskau und ab 1868 Dozent an einer Land- und Forstwirtschaftlichen Akademie von Peter bei Moskau. Da er in Russland bleiben wollte, erwarb er an der zu Russland gehörigen Kaiserlichen Universität Dorpat 1869 seinen Magistergrad (Ueber säkulare Hebungen und Senkungen der Erdoberflache) und wurde dort 1871 promoviert (Über den Klin´schen Sandstein). 1871 bis zur Emeritierung 1888 war er Professor für Mineralogie und Geologie an der Landwirtschaftlichen Akademie. 1888 ging er wieder nach Deutschland. Er lebte in Breslau, ab 1894 in Freiburg und ab 1897 in Karlsruhe. Er wurde in Heidelberg begraben.
Trautschold forschte über die Paläontologie von Jura und Kreide in Russland, besonders in der Umgebung von Moskau und an der Wolga und außerdem über paläozoische Funde (Karbon bei Moskau). Er beschrieb viele neue Arten vor allem wirbelloser Fossilien (Ammoniten, Seelilien u. a.), veröffentlichte aber auch über Reptilien des Perm bei Kasan und Fischreste aus dem Devon bei Tula. 1862 veröffentlichte er paläogeographische Karten über die Verteilung von Land und Meer im Jura des europäischen Russland.
Seine Sammlungen gingen teilweise nach Straßburg und Lissabon, sind aber nicht mehr erhalten. In Russland sind ein Großteil seiner Sammlung im Staatlichen Vernadsky Museum für Geologie der Russischen Akademie der Wissenschaften in Moskau. Er war Anhänger der Evolutionstheorie von Charles Darwin und unterstützte diese durch paläontologische Funde und seine Lehre. In Russland förderte er deshalb auch den Darwinisten und Paläontologen Wladimir Onufrijewitsch Kowalewski. Er trug zur Würdigung von Alexander von Humboldt in Russland bei.
1872 bis 1886 war er Sekretär der Kaiserlichen Gesellschaft der Naturforscher in Moskau. 1884 wurde er Mitglied der Leopoldina, 1894 Ehrenmitglied der Schlesischen Gesellschaft für vaterländische Kultur, und er war Mitglied der Deutschen Geologischen Gesellschaft und Ehrenmitglied der Belgischen Geologischen Gesellschaft.
Der Maler Wilhelm Trautschold war sein Bruder.

## Schriften
- Ueber Petrefakten vom Aralsee, Moskau 1859 Google Books
- Ein Gedenkblatt für Alexander von Humboldt, Bulletin de la Société impériale des naturalistes de Moscou, Band 32, 1859, S. 291–301 Google Books
- mit J. Auerbach: Ueber die Kohlen von Central-Russland, Moskau, 1860 Google Books
- Übergänge und Zwischenvarietäten, Moskau 1861 Google Books
- Der Moskauer Jura, verglichen mit dem Westeuropäischen, Zeitschrift der Deutschen geologischen Gesellschaft, Band 13, 1861, S. 361–452 Archive
- Ueber die Kreide-Ablagerungen im Gouvernement Moscou, Bulletin de la Société Impériale des Naturalistes de Moscou,  Band 34, 1861, S. 432–457.
- Nomenclator palaentologicus der Jurassischen Formationen in Russland, Bulletin de la Société Impériale des Naturalistes de Moscou,  Band 35, 1862, S. 356–407.
- Zur Fauna des russischen Jura, Bulletin de la Société Impériale des Naturalistes de Moscou,  Band 39, 1866, S. 1–24.
- Ueber säkulare Hebungen und Senkungen der Erdoberflache, C. Mattiesen, Dorpat 1869 Archive
- Der Klin'sche Sandstein, C. Mattiesen, Dorpat 1871 Google Books
- Der Klin'sche Sandstein, Nouveaux Mémoires de la Societé Impériale des Naturalistes de Moscou, Band 13, 1871, S. 191–260.
- Die Grundlagen der Geologie (Russisch), 3 Bände, 1872, 1875, 1877
- Fischreste aus dem Devonischen des Gouvernements Tula, Moskau 1874 Google Books
- Die Kalkbrüche von Mjatschkowa. Eine Monographie des oberen Bergkalks, Nouveaux Mémoires de la Société Impériale des Naturalistes de Moscou, Band 13, 1876, 275–324, 325–374, Band 14, 1879, 1–82
- Ueber die Kreidefossilien Russlands, Bulletin de la Société Impériale des Naturalistes de Moscou, Band 52, 1877, S. 332–349.
- Ueber eine Ichthyosaurus-Flosse aus dem Moskauer Kimmeridge, Verhandlungen der russischen kaiserlichen Mineralogischen Gesellschaft, Band 14, 1879, S. 168–173.
- Ueber Fischzähne des Moskauer Jura, Bulletin de la Société Impériale des Naturalistes de Moscou,  Band 55, 1880, S. 193–197.
- Zur Frage über das Sinken der Meeresoberfläche, Moskau 1880
- Die Reste permischer Reptilien des paläontologischen Kabinets der Universität Kasan, Moskau 1884
- Le  Néocomien de Sably en Crimée, Nouveaux Mémoires de la Societé Impériale des Naturalistes de Moscou, Band 15, 1886, S. 119–145.